# 陽川許氏
陽川許氏（ヤンチョノし、朝鮮語: 양천허씨）は、朝鮮の氏族の一つ。本貫はソウル特別市江西区である。2015年の調査では、149,505人である。
陽川許氏は金官加羅国の初代王首露王とサータヴァーハナ朝の王女の許黄玉の子孫である。許黄玉は息子10人を生み、長男登は金海金氏となり、二人の息子は許氏を賜姓し、残りの七人の息子は仏教に帰依し、金海金氏は父姓、許氏は母姓をそれぞれ受け継いだ。
陽川許氏の始祖は高麗太祖王建が甄萱を征伐した時に物資を提供した功績から孔巖村主に封じられた許宣文である。

## 行列字
| ○世孫  | 31       | 32       | 33       | 34       | 35       | 36       | 37       | 38       | 39       | 40       | 41       |
| ------ | -------- | -------- | -------- | -------- | -------- | -------- | -------- | -------- | -------- | -------- | -------- |
| 行列字 | 만（萬） | 욱（旭） | 회（會） | 행（行） | 무（茂） | 범（範） | 강（康） | 재（宰） | 정（廷） | 규（揆） | 학（學） |
| ○世孫  | 42       | 43       | 44       | 45       | 46       | 47       | 48       | 49       | 50       | 51       | 52       |
| 行列字 | 병（秉） | 연（演） | 경（卿） | 진（振） | 용（龍） | 남（南） | 수（洙） | 창（暢） | 상（商） | 국（國） | 곤（袞） |

## 人口分布
2015年統計によると、多くの自治体の総人口に占める比例が1%未満であるが、全羅南道珍島郡（572人、総人口の2.07%）では2%を超えている。